# QS 세계 대학 랭킹
QS 세계 대학 랭킹(QS World University Rankings)은 영국의 대학평가기관 Quacquarelli Symonds (QS)가 2012년부터 매년 시행한 대학들에 대한 평가표로, 전 세계 상위권 대학들의 학사 및 석사 랭킹을 매기고 있다. 학술적인 기준 혹은 연구성과뿐만 아니라 평판과 국제 학생 유치율이 순위에 큰 비중을 차지한다는 비판이 존재한다.

## 세계 대학 순위
QS 세계 대학 순위에서 발표한 대학 순위 중, 최근 4년(2014-2018년)의 상위 10위는 아래와 같다.
| 2017/2018 | 2016/2017 | 2015/16 | 2014/15 | 대학                   | 국가   |
| --------- | --------- | ------- | ------- | ---------------------- | ------ |
| 1         | 1         | 1       | 1       | 매사추세츠 공과대학교  | 미국   |
| 2         | 2         | 3       | 7       | 스탠퍼드 대학교        | 미국   |
| 4         | 5         | 5       | 8       | 캘리포니아 공과대학교  | 미국   |
| 3         | 3         | 2       | 4       | 하버드 대학교          | 미국   |
| 5         | 4         | 3       | 2       | 케임브리지 대학교      | 영국   |
| 6         | 6         | 6       | 5       | 옥스퍼드 대학교        | 영국   |
| 8         | 9         | 8       | 2       | 임페리얼 칼리지 런던   | 영국   |
| 7         | 7         | 7       | 5       | 유니버시티 칼리지 런던 | 영국   |
| 9         | 10        | 10      | 11      | 시카고 대학교          | 미국   |
| 10        | 8         | 9       | 12      | 취리히 연방 공과대학교 | 스위스 |

## 국내에서
대한민국 내에서는 일간지 조선일보와 중앙일보가 주요 세계대학 랭킹으로 인용하고 있다. 서울대학교는 2013년 세계 35위를 기록하였다.

## 같이 보기
- 세계 대학 순위
- 타임스 고등교육 세계 대학 평가
- 세계 대학 학술 순위